# Okolinia (rejon święciański)
Okolinia (lit. Akolionija) – wieś na Litwie, w okręgu wileńskim, w rejonie święciańskim, w gminie Przebrodzie.

## Historia
W czasach zaborów zaścianek w gminie Kiemieliszki, w powiecie święciańskim, w guberni wileńskiej Imperium Rosyjskiego. W 1905 roku liczył 13 mieszkańców.
W dwudziestoleciu międzywojennym zaścianek leżał w Polsce, w województwie wileńskim, w powiecie święciańskim, w gminie Kiemieliszki.
W 1931 w 4 domach zamieszkiwały 23 osoby.
Miejscowość należała do parafii prawosławnej w Strypiszkach. Podlegała pod Sąd Grodzki w Święcianach i Okręgowy w Wilnie; właściwy urząd pocztowy mieścił się w Kiemieliszkach.
Od 1945 roku w Litewskiej Socjalistycznej Republice Radzieckiej.
Od 1990 na niepodległej Litwie.